# Rot Weiss Ahlen
Rot Weiss Ahlen is een Duitse voetbalclub uit Ahlen, Noordrijn-Westfalen.

## Geschiedenis

### Beginjaren
In het begin van de 20e eeuw werd er al voetbal gespeeld in Ahlen door de mijnwerkers. In 1917 werd Freie Sportclub Union (FSCU) Ahlen opgericht en speelde vooral in de 2de klasse. Driekwart van de club was buitenlands in 1933 en dat kon niet volgens het regime van het Derde Rijk en de club werd opgedoekt. Dan werd TuS Germania Ahlen opgericht, deze club fusioneerde later met Wacker Ahlen.
Na WOII mislukten enkele pogingen om een nieuwe club op te zetten. Pas in 1948 werd TuS Ahlen opgericht. De club speelde in de lokale hogere klassen de volgende decennia.

### Crisis
In 1992 had TuS Ahlen zware financiële problemen en werd overgenomen door Helmut Spikker die een cosmeticabedrijf had. De club klom terug omhoog en in 1996 promoveerde de club naar de Regionalliga West/Südwest.

### LR Ahlen
Met de promotie naar de Regionalliga (3de) fusioneerde de club met Blau-Weiß Ahlen en werd zo LR Ahlen (Leichtathletik Rasensport Ahlen e.V.). LR werd gekozen omdat dat ook de naam was van het bedrijf van hoofdsponsor Spikker.
De volgende 4 jaar bracht de club succesvol in de Regionalliga door en in 2000 werd de club 2de en speelde een eindrondewedstrijd tegen 1. FC Union Berlin uit de 2de klasse. Ahlen won met 2-1 en promoveerde naar de 2. Bundesliga. In het eerste seizoen werd een promotie naar de Bundesliga maar net gemist, de volgende jaren speelde de club meer tegen de degradatie. In het seizoen 2005/06 stond de club al vanaf de 2de speeldag op een degradatieplaats en ging daar niet meer van weg, op de 32ste speeldag stond de degradatie vast na een verlies tegen SpVgg Greuther Fürth.

### Rot Weiss Ahlen
Na de degradatie trok Helmut Spikker zich terug als voorzitter en hoofdsponsor. In 2006/2007 werd de naam van de club veranderd in Rot-Weiß Ahlen en speelde twee seizoenen lang in de Regionalliga Nord. Het eerste seizoen in derde klasse verliep niet denderend en Ahlen werd amper dertiende. In 2007/2008 werd de club echter kampioen in derde klasse en promoveerde naar de 2. Bundesliga. In het eerste seizoen na de promotie eindigde RW Ahlen knap in de middenmoot. De club kon in het daaropvolgend seizoen de lijn echter niet doortrekken en degradeerde naar de 3. Liga. In 2011 ging de club failliet en volgde een tweede degradatie op rij. In 2015 kon de club opnieuw promoveren naar de Regionalliga. Na twee seizoenen degradeerde de club weer.

## Eindrangschikkingen
| Seizoen | Liga                                   | Plaats | Goals     | Punten |
| ------- | -------------------------------------- | ------ | --------- | ------ |
| 1992/93 | Bezirksliga Westfalen, Staffel 9       | 1e     | 126:6     | 69*    |
| 1993/94 | Landesliga Westfalen, Staffel 5        | 1e     | 89:26     | 53*    |
| 1994/95 | Verbandsliga Westfalen, Gruppe Nordost | 1e     | 83:11     | 52*    |
| 1995/96 | Oberliga Westfalen                     | 1e     | 58:21     | 57     |
| 1996/97 | Regionalliga West                      | 4e     | 61:38     | 57     |
| 1997/98 | Regionalliga West                      | 6e     | 62:52     | 51     |
| 1998/99 | Regionalliga West                      | 6e     | 55:41     | 53     |
| 1999/00 | Regionalliga West                      | 2e     | 82:32     | 71     |
| 2000/01 | 2. Bundesliga                          | 6e     | 61:53     | 54     |
| 2001/02 | 2. Bundesliga                          | 8e     | 60:70     | 48     |
| 2002/03 | 2. Bundesliga                          | 12e    | 48:60     | 40     |
| 2003/04 | 2. Bundesliga                          | 12de   | 36:45     | 44     |
| 2004/05 | 2. Bundesliga                          | 1e     | 43:49     | 39     |
| 2005/06 | 2. Bundesliga                          | 17e    | 36:50     | 35     |
| 2006/07 | Regionalliga Nord                      | 13e    | 48:52     | 48     |
| 2007/08 | Regionalliga Nord                      | 1e     | 73:41     | 67     |
| 2008/09 | 2. Bundesliga                          | 10e    | 38:57     | 41     |
| 2009/10 | 2. Bundesliga                          | 18e    | 19:55     | 22     |
| 2010/11 | 3. Liga                                | 20e    | 45:69     | 39     |
| 2011/12 | NRW-Liga                               | 17e    | 28:90     | 18     |
| 2012/13 | Oberliga Westfalen                     | 9e     | 51:62     | 46     |
| 2013/14 | Oberliga Westfalen                     | 9e     | 54:62     | 48     |
| 2014/15 | Oberliga Westfalen                     | 2e     | 72:39     | 70     |
| 2015/16 | Regionalliga West                      | 13e    | 56:60     | 46     |
| 2016/17 | Regionalliga West                      | 15e    | 43:66     | 32     |
| 2017/18 | Oberliga Westfalen                     | 14e    | 41:58     | 29     |
| 2018/19 | Oberliga Westfalen                     | 9e     | 61:62     | 44     |
| 2019/20 | Oberliga Westfalen                     | 2e     | 36 uit 18 | 2.00   |
| 2020/21 | Regionalliga West                      | 18e    | 50:69     | 38     |
| 2021/22 | Regionalliga West                      | 10e    | 50:67     | 47     |
| 2022/23 | Regionalliga West                      | 16e    | 53:82     | 29     |
| 2023/24 | Regionalliga West                      | 18e    | 37:79     | 25     |
| 2024/25 | Oberliga Westfalen                     | 13e    |           | 42     |

- in drie-punten regel omgerekend.

## Bekende (oud-)spelers
- Darko Anić
- Siebe Blondelle
- Marco Reus
- Kevin Großkreutz